# 腓特烈二世 (普鲁士)
腓特烈二世（德語：Friedrich II；1712年1月24日—1786年8月17日），史稱腓特烈大帝（德语：Friedrich der Große），是1740－1786年間在位的普魯士國王。他主要的成就包括西里西亞戰爭中的軍事勝利、對普魯士軍隊的重組、參與對波蘭領土的瓜分，以及對藝術與啟蒙運動的支持。腓特烈是霍亨索倫王朝最後一位被封為「在普魯士的國王」（König in Preußen）的君主，他在吞併皇家普魯士後便開始自稱為「普魯士國王」（König von Preußen）。普魯士在他的統治下成功擴張國土，成為歐洲的軍事大國。
腓特烈年輕時對音樂和哲學的興趣高於對兵法的興趣，使其與父親腓特烈·威廉一世發生衝突；但在登上普魯士王位後，他於1742年進攻並併吞了富庶的奧地利西里西亞行省，為自己和普魯士贏得了軍事聲望。他是一位有影響力的軍事理論家，他的分析源於豐富的個人戰場經驗，涵蓋戰略、戰術、機動性和後勤問題。
腓特烈是開明專制的支持者，他說統治者應該是國家的第一僕人。他使普魯士的官僚機構和公務員制度現代化，並在整個王國推行包含從寬容到種族隔離的宗教政策；他改革了司法制度，使平民也有可能成為法官和高級官僚。儘管他對西里西亞和波屬普魯士的天主教徒採取了鎮壓措施，腓特烈仍鼓勵不同國籍和信仰的移民來到普魯士；他支持他喜歡的藝術和哲學家，並允許新聞和文學自由。腓特烈幾乎可以肯定是同性戀，其性取向一直是許多研究的主題。他被安葬在他最喜歡的居所波茨坦的無憂宮。因為他死后无子，他的侄子腓特烈·威廉二世继承王位。
幾乎所有19世紀的德國歷史學家都將腓特烈塑造成浪漫而伟大的戰士，稱讚他的領導能力、行政效率、忠於職守以及成功地將普魯士打造為歐洲大國。在第一次世界大戰德國戰敗後，腓特烈仍是備受尊崇的歷史人物，納粹德國国民教育与宣传部將其稱讚为「偉大的領導人」；二戰後，他的聲望在德國劇烈下降，部分原因是他作為納粹象徵的地位。無論如何，21世紀的歷史學家傾向於將腓特烈視為傑出的軍事領袖和英明的君主，他對啟蒙文化和行政改革的努力為普魯士的崛起以及在與奧地利哈布斯堡王朝爭奪德意志地区领导权的斗争中起到了奠基作用。

## 早年生活

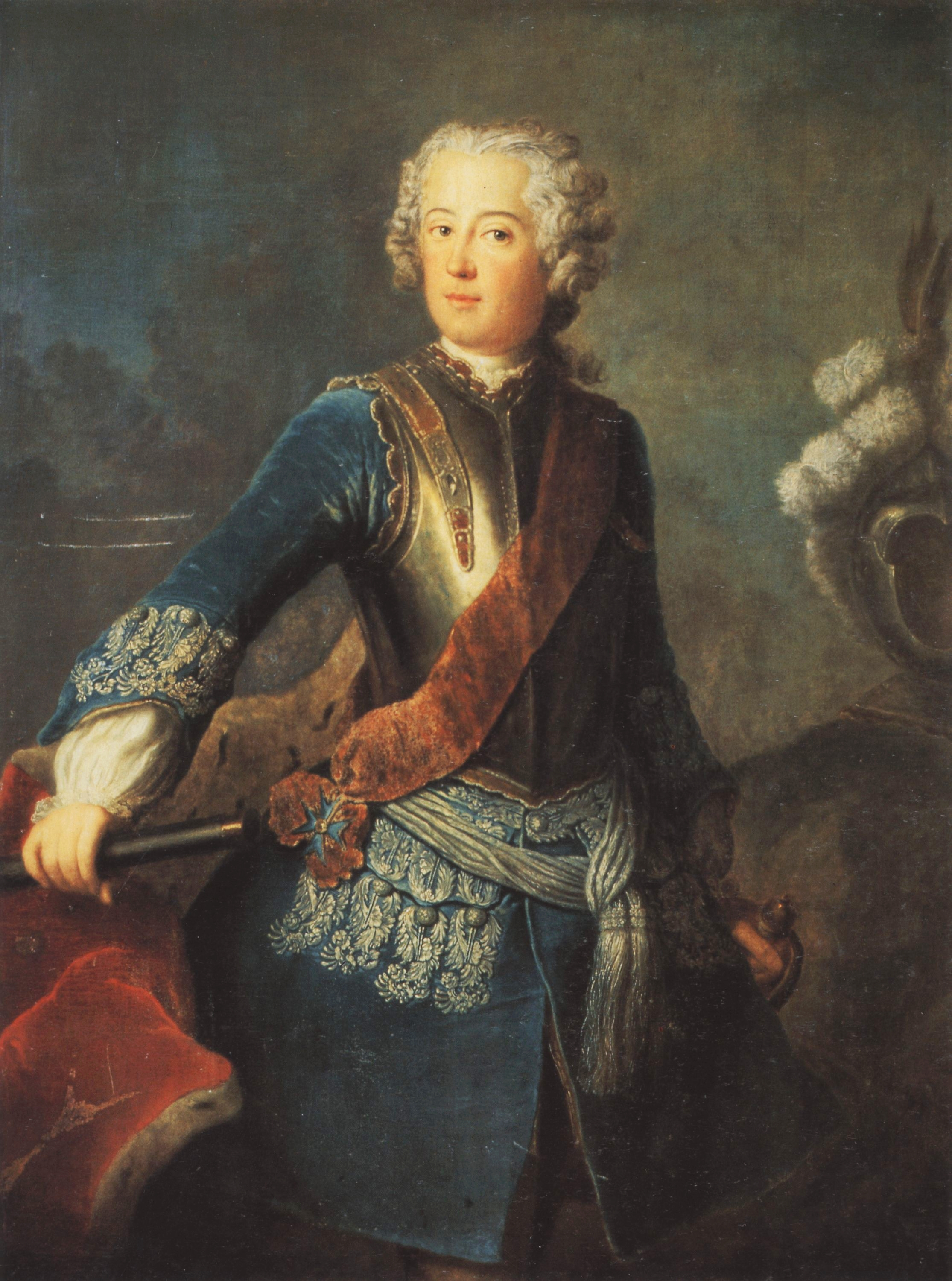
年輕時代的腓特烈二世

腓特烈在他的父親「士兵國王」腓特烈·威廉一世嚴格和軍事式的教育下長大。受其母亲影响，其喜好文学艺术和法国文化，并一再与鄙视法國文艺的父王发生冲突。1730年，为反抗其父强加的婚姻，他嘗試和朋友漢斯·赫爾曼·馮·卡特逃往英国，但以失敗告終。他們被囚禁在現在德波邊境的小鎮昆斯特林，然後國王殺死卡特。
隨著國王一再受到親奧勢力（如Friedrich Wilhelm von Grumbkow、Jacob Paul von Gundling等人）的壓力，腓特烈在其影響下，不情願和伊麗莎白·克莉絲汀成婚，后者是奥地利哈布斯堡家族皇后（查理六世皇帝的妻子）堂妹，这次婚姻使得腓特烈与查理六世，帝俄的皇储阿列克谢（彼得一世长子）成为连襟。婚后兩人感情不睦，並未诞下任何子女。腓特烈基本上和她分居，只在節慶場合一同出現。但腓特烈在其父臨終前，答應不會對伊麗莎白不忠。在萊茵斯堡的四年（1736–1740）可能是這對伉儷最幸福的日子。但這究竟是真的，還是只是做給他那多疑父親的一齣戲，目前尚沒有定論。
腓特烈同時和彼得·卡尔·克里斯托弗·冯·克斯（德語：Peter Karl Christoph von Keith）和汉斯·卡尔·冯·温特菲尔德（德語：Hans Karl von Winterfeldt）有著親密的友誼。他對女性比較疏遠，希望在女性身上也看到他在男性那裡看到的勃勃生機。在他身後作的屍檢並未發現他患有性病或畸形。因爲他的醫生约翰·格奥尔格·齐默曼（Johann Georg Zimmermann）透露，腓特烈大婚之前曾經感染性病。難得幾位受腓特烈青睞的女性，都是些所謂的“女大地主”卡羅琳和葉卡捷琳娜大帝，他還给她們寫過詩，保持書信來往。

## 转变与成熟
卡特死后，腓特烈性格开始转变。在向父王道歉并得到宽恕后，被从监狱释放。作为交换，其父不再干涉其爱好与研究。之后被勒令进行军事和政治学习，并于1736年派驻莱茵斯堡任總督及驻军的军团长。在波兰王位继承战争中，其父参加奥地利一方，腓特烈則在萊茵河戰役期間被派出赴德意志第一名將歐根親王身邊見習軍事。很難說腓特烈在那短短的一段時間真就能從歐根親王那裏學到些什麼本領，但是歐根確實曾經盛讚腓特烈在戰場上的冷靜態度，年輕的腓特烈倒是對老邁年高歐根親王印象不深。1740年初，腓特烈写下其第一部著作《反馬基雅維利》（Anti-Macchiavell），批評權術大師馬基雅維利，标志腓特烈政治思想的成熟。

## 統治

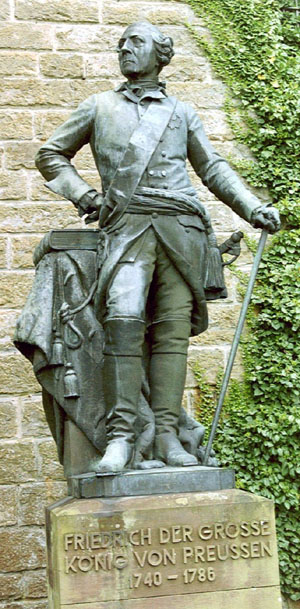
腓特烈二世塑像

### 外交與戰爭
腓特烈在1740年6月1日（其父逝世的翌日）登基，年方28歲。受法國啟蒙哲學思想薰陶的腓特烈二世甫一繼位，就被當時人們認為將是一位善於思考、敢于打破专制统治的開明國王，甚至可能偏於文弱。的確，他一上臺就解散父親的普魯士巨人擲彈兵團（留一個中隊作儀仗護衛），而且下令禁止軍中體罰士兵（這個命令後來在戰爭中撤銷），同时采取开放言论自由、分派粮食给市民、禁止刑讯的措施。但腓特烈擁有祖、父遺留下來的精良軍隊和充足國庫，本人對戰爭也不是生手。最重要的是，腓特烈登基不久就出現普魯士擴張的良機——奧地利王位繼承戰爭，其立即打破人们的固有印象，积极发动并参加战争。
1739年，奧地利帝國方才結束對鄂圖曼土耳其帝國的戰爭，所產生的外交破綻剛好爲普魯士利用。透過這場戰爭，自然資源匱乏的普魯士贏得極具經濟價值的西里西亞地區，同時爲普魯士賺得一條易守難攻的邊界線。在這次戰爭，腓特烈二世和陸軍元帥库尔特·克里斯托夫·冯·施维林伯爵爲普魯士贏得西里西亞。在第二次西里西亞戰爭中，他成功保衛該地；普魯士並沒有全程參與這場戰爭，只打一前一後兩段，全都是為吞併奧地利的西里西亞省，對於普魯士來說，就稱為第一次西里西亚战争和第二次西里西亞戰爭，所以這兩場戰爭實際都是奧地利王位繼承戰中的一部分。同時在這場戰爭中，腓特烈初次親身領軍，在幾次戰役中展露他的軍事才華。
儘管奧地利王位繼承戰到1748年才正式結束，腓特烈的普魯士王國卻從1745年就退出戰爭，作壁上觀；從此到1756年七年戰爭爆發前，腓特烈贏得十年的和平建設時期。西里西亞是紡織工業中心，德意志最為富庶的省份之一，每年稅收要占整個普魯士稅入的1/4。在這十年裡腓特烈整軍經武，發展經濟，為後來的七年戰爭作好準備。

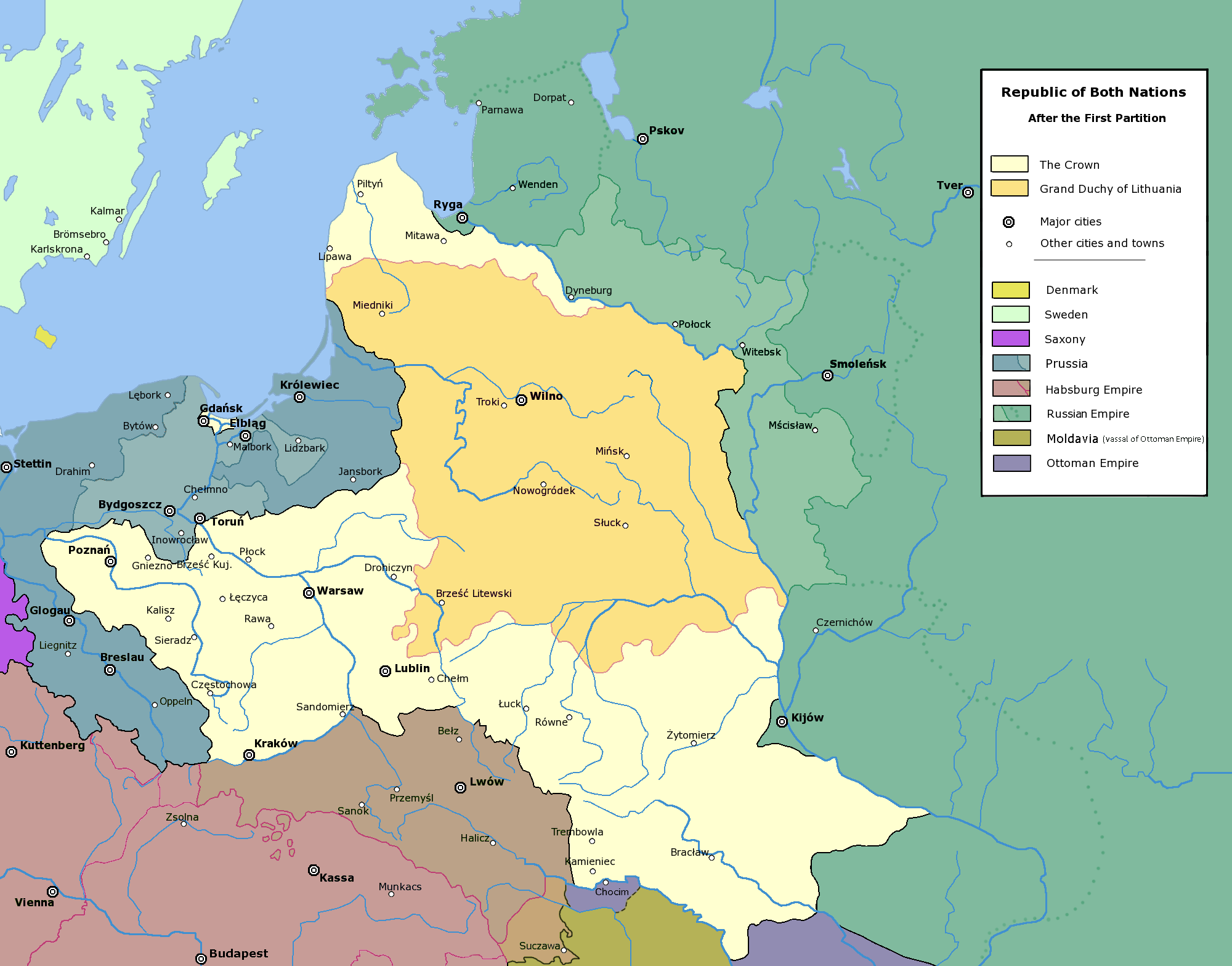
第一次瓜分波兰后的东欧形势图

1750年代普魯士的外交形勢越來越嚴峻。首先腓特烈與英國交好，於1756年締結《西敏條約》（Treaty of Westminster），保證英王在德意志的漢諾威領土不受侵犯，並以武力「對付侵犯德意志領土完整的任何國家」，大大觸怒與英國爭奪海外殖民地的法國。而奧地利女皇瑪麗婭·特蕾西婭和她的首相考尼次成功聯合俄國女沙皇伊莉莎白·彼得羅芙娜和法王路易十五（史學家將法奧結盟稱為外交革命），漸漸給普魯士的脖子套上外交絞索，積極準備收復西里西亞。
1756年腓特烈看到形勢日益嚴重，決定與其坐等戰爭降臨，不如對奧地利發動先發制人的打擊，七年戰爭由此展開。他的部隊首先打進在這場紛爭中與奧地利結盟的薩克森選侯國，之後普魯士同時和兩個鄰邦大國，即奧地利和俄羅斯帝國作戰。經過7年大戰，幾次面臨亡國邊緣，腓特烈終於因為勃蘭登堡王室的奇蹟才保住西里西亞；他個人也成為軍事史上的名將，贏得「大帝」的稱號，更樹立「軍事天才」的個人榮譽。在伏爾泰和米拉波等人的見證下，普魯士在这群雄爭霸年代成為列強，一躍成爲歐洲第五大強國。
1772年，奧地利和1764年新近與普魯士結盟的俄羅斯處於武裝衝突邊緣，腓特烈二世爲自身利益，倡導瓜分波兰，用波蘭去滿足兩國對土地的欲望；普魯士武力兼併所謂的波蘭-普魯士，即是西普魯士。從此他自稱爲腓特烈二世，为普魯士國王（König von Preußen），而不是像其兩屆前任，稱自己爲在普魯士的國王（König in Preußen）。
在腓特烈晚年，他曾發動過巴伐利亞王位繼承戰爭，使奧地利皇帝約瑟夫一世企圖以比利時去換取大部分巴伐利亞的計畫失敗，普魯士還為此組成君主聯盟（1785年）。

### 內政與改革

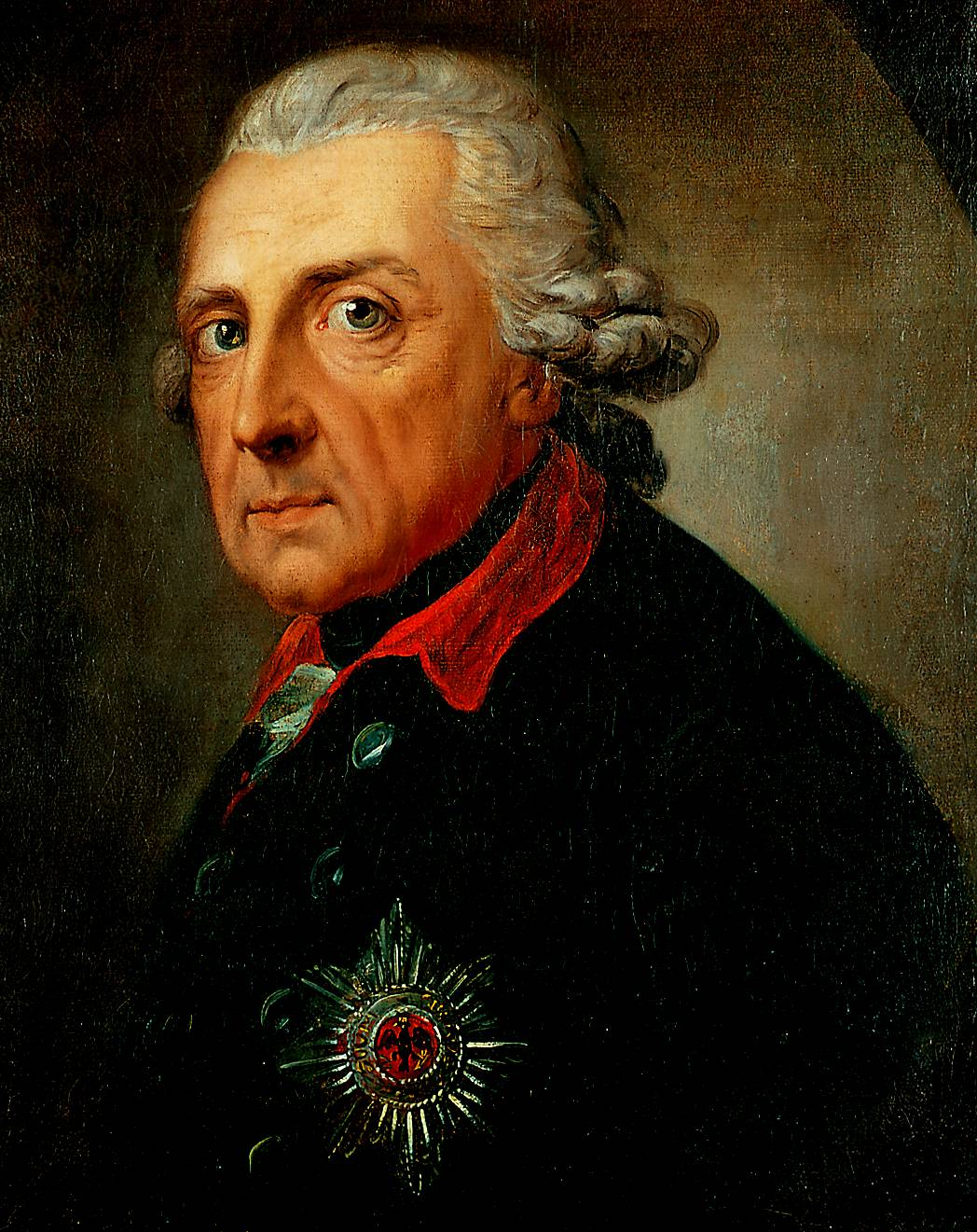
安东·格拉夫（Anton Graff）所繪製的腓特烈大帝像

在內政方面，他推行農業改革（馬鈴薯）、軍事改革、教育改革、法律改革，在德羅姆林（Drömling）和奧得沼澤實施排水工程，廢除刑訊，還建立廉潔高效的公務員制度。他對法律的發展貢獻良多。另外，當時普魯士的人民可以通過上書或求見的方式向國王求助。
腓特烈二世的名言是“國王是國家的公僕”，在該準則下，他竭力避免封建制度的流弊；對此，他對自己手下的官員非常不信任，他深深感到等級觀念會作祟。
|  | 我很不高興，那些在柏林吃上官司的窮人，處境是如此艱難。還有他們動輒就會被拘捕，比如來自東普魯士的雅各·特雷赫，他因爲一場官司而要在柏林逗留，警察就將他逮捕，後來我讓警察釋放他。我想清楚告訴你們，在我的眼中，一個窮困農民和一個最顯赫公爵或一個最富裕貴族沒有絲毫高低之別。法律之前人人平等！ ———腓特烈二世於公元1777年，致司法部部長的信 |

腓特烈二世“法律之前人人平等”的原則，是他當政時期的特色，他對少數民族移民和少數宗教信徒（如胡格諾派信徒，天主教信徒）采取寬容開放政策，鼓励宗教自由；在柏林的弗里德里克花園（Forum Fridericianum）裡，一座新教教堂和一座天主教教堂並排而立，在18世紀時可算得上是獨一無二的景致。腓特烈甚至说过如果土耳其人到柏林定居，可为他们修建清真寺，後來還說：「縱然各行各路，但人人都有機會升上天國！」（“Jeder soll nach seiner Façon selig werden”）。但對猶太人，腓特烈二世卻一字不漏繼承其前任各君王的政策，一面歧視，一面利用：一方面欢迎犹太人移居普鲁士，甚至建立犹太区安置他们，并资助犹太启蒙运动代表人物摩西·门德尔松活动；另一方面又颁布种种严格法令规管，如1750年修訂後的總特權条例（Revidiertes General-Privileg）及1763年的猶太瓷器法规（Judenporzellanverordnung）。另外，普魯士是歐洲第一個享有有限出版自由的君主國。

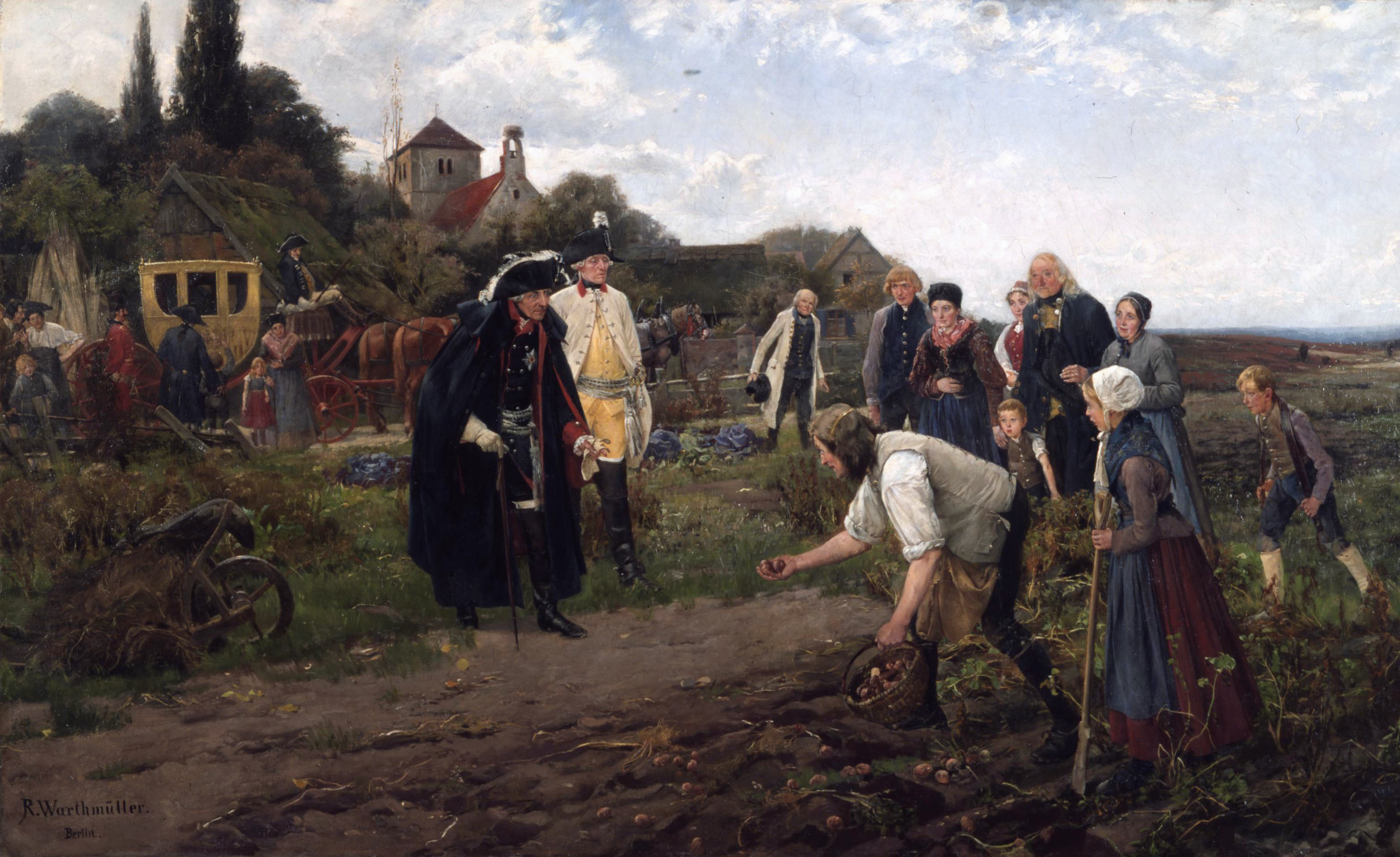
腓特烈大帝视察东波美拉尼亚新斯德丁的农村

腓特烈二世希望徹底廢除農奴制，但在地主的強烈反對下失敗，仅在國王的屬地上逐步實行，腓特烈二世在新開闢的地區裡建立小鎮和農村，讓有自由身份的農民入住。當出於國務原因而需要延長農奴合同的時候，這些幫工、雇農和女僕會被問情況及待遇，腓特烈二世會把受到不公待遇的雇農改屬到管理有方的地主。
在腓特烈二世統治時期，延续其父的教育政策，普魯士興建數以百計的學校。但鄉村學校为普鲁士军事扩张服务，其師資来源多为退伍军人，素質良莠不齊，只能培養出具有讀寫能力（非文盲）的国民。但无论如何，腓特烈二世掃盲有極大的成就，普鲁士成为人类历史上第一个普及全民教育的国家（1763年）。
腓特烈二世和伏爾泰有書信來往，並且曾經在波茨坦會面過；他自己寫有大量法文著作，可說是18世紀影響很大的一位作家。他於1740年寫下的《反馬基維利》（法語：Anti-Machiavel）在歐洲非常有名，他用進步角度去批判馬基維利充滿權術角度的《君王論》（但事實上腓特烈並不見得不用權術）。廣爲流傳的無憂宮磨坊主傳說被視爲腓特烈二世對法律一次較量，事實上磨坊主Vogel確實因此起诉国王，国王给予其权利并从1781年豁免他的租金。但此後該磨坊因為倒塌而被拆除，今天所謂歷史上的無憂宮磨坊，其實是由荷蘭移民家庭van der Bosch修建的一座三層顶楼荷兰式风磨。在威廉一世（1871年成为德国皇帝）1861年成为普鲁士国王时，他宣布该磨坊成为纪念物，并且作为免费参观的博物馆。1883年一个机翼出现损坏，结果整个风车被更换一新。
腓特烈当政时期，普鲁士各方面人才开始陆续出现，如洪堡兄弟、施泰因、哈登貝格等，为普鲁士19世纪初的改革奠定人才基础。
在腓特烈二世的晚年，雖然內政與經濟都因為他的勤奮治理而蒸蒸日上，但人民卻失去對國王的愛戴；人民雖然畏懼這位戰場英雄，卻背地裡嘲笑他是個「終日磨麥」的老頭。人民承受極端的沈重稅負而苦悶不已（連賣藝討生活的街頭藝人也被課稅），重稅讓腓特烈二世保有強大的常備軍（16萬人），同時也使他大失民心；一位英國大使曾經對腓特烈晚年的新稅制評論說：「新的抽稅方法不只抽走人民的金錢，實際上更抽走人民對國王的感情」。

## 逝世
1786年8月17日，腓特烈二世于無憂宮中在他的沙發椅上安詳辭世，享壽七十四歲；他身後無子，由侄子繼承，即腓特烈·威廉二世，此時距離法國大革命僅有3年。他的意願是葬在無憂宮露臺他的愛犬旁，但他的繼任，也是他的侄子卻將他葬在波茨坦格列森教堂（Potsdam Garrison Church）地下墓室裡。1944年他的棺材被移往馬尔堡的伊麗莎白教堂，直到1952年，才在路易·斐迪南的發起下被遷到霍亨索倫城堡；但直到兩德統一後的1991年8月17日，這位國王才到他想到的地方，在他生前已經建好的墓穴下安身。他的話：「吾到彼處，方能無憂。」（“Quand je suis là, je suis sans souci.”）這位思想自由的共濟會員在教堂裡尋不得安寧，願意離自己的愛犬更近一些。
人們在瓦爾哈拉神殿爲他塑半身像以作紀念。在他過身後，人們樹立很多紀念碑，最有名的是在柏林菩提树下大街腓特烈大帝騎馬像；二戰時塑像幸存，並在東德時期重建。

## 评价

### 軍事天才

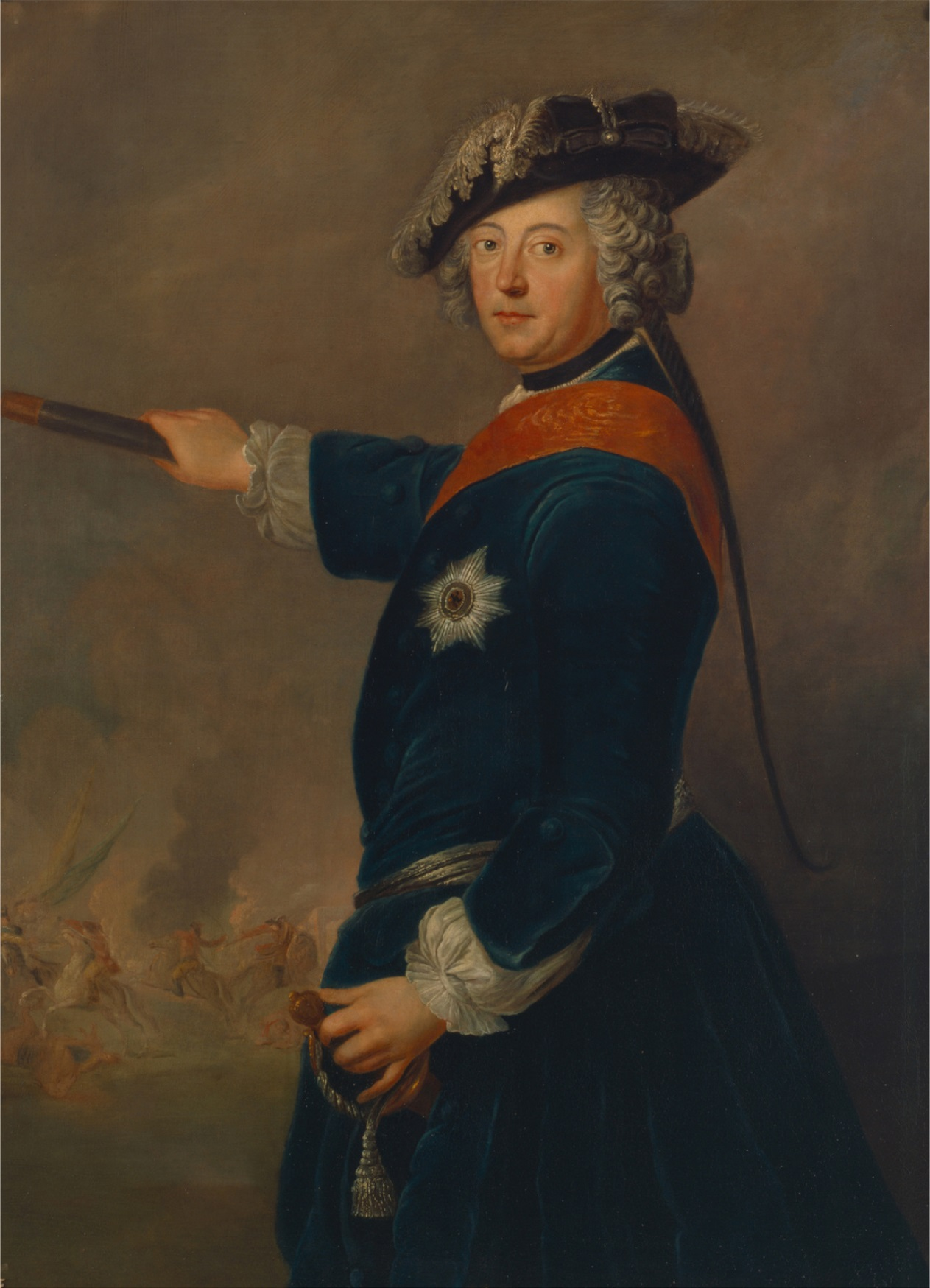
腓特烈大帝像

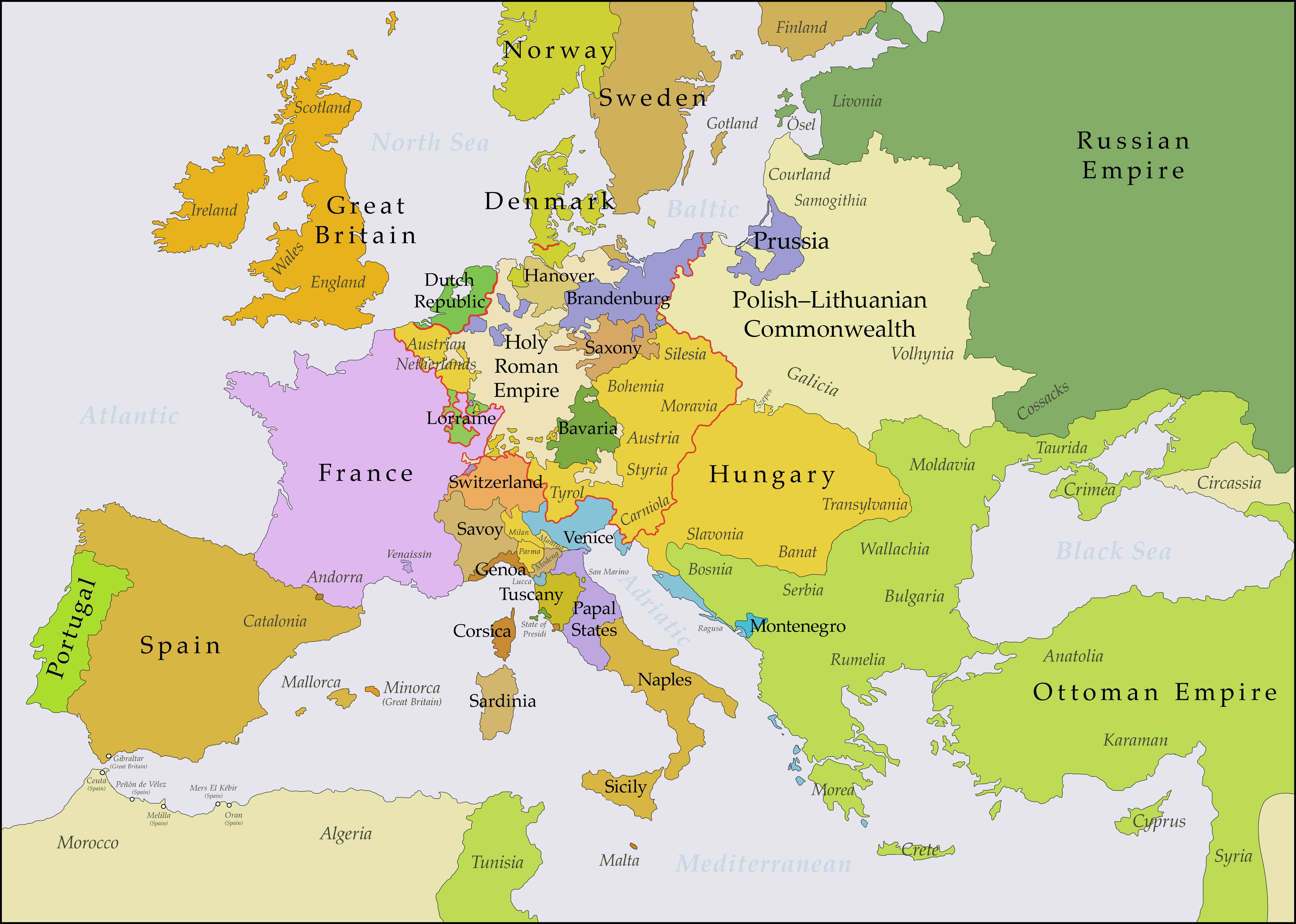
1740年腓特烈即位时的勃兰登堡-普鲁士（浅紫色）

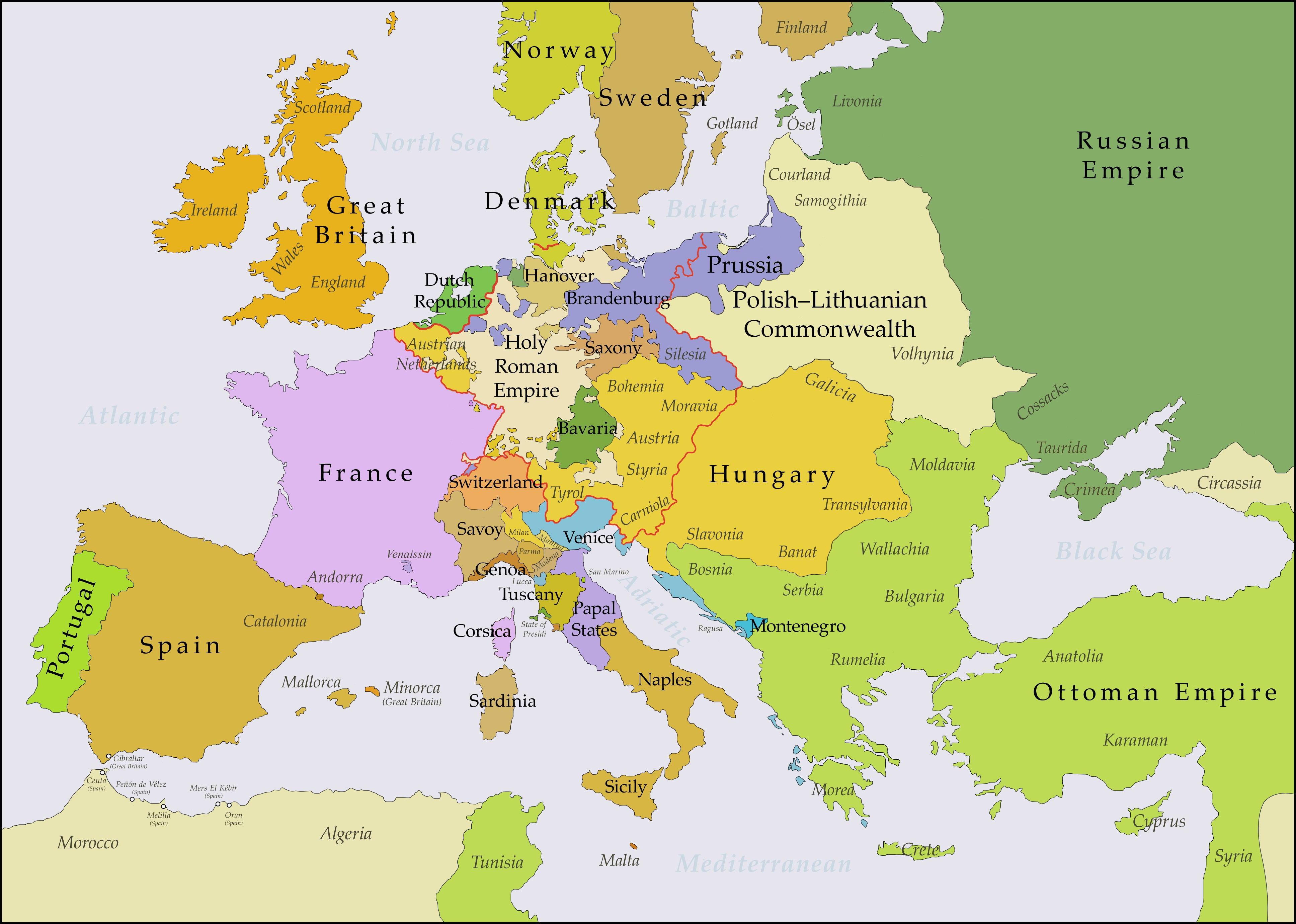
1786年腓特烈去世时的欧洲，可以注意到，东普鲁士和勃兰登堡本部通过瓜分波兰中西普鲁士的获得而练成了一体，普鲁士同时向南兼并了原属哈布斯堡西里西亚的大片土地

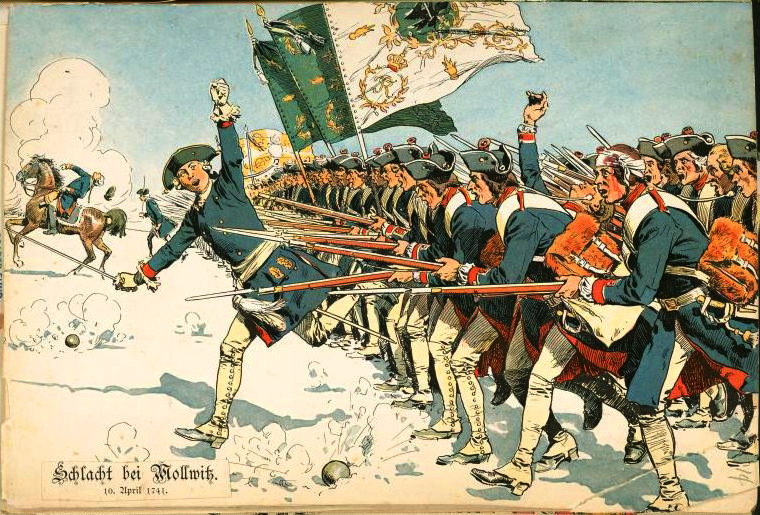
第一次西里西亞戰爭期間，普魯士在莫爾維茨戰役中進軍

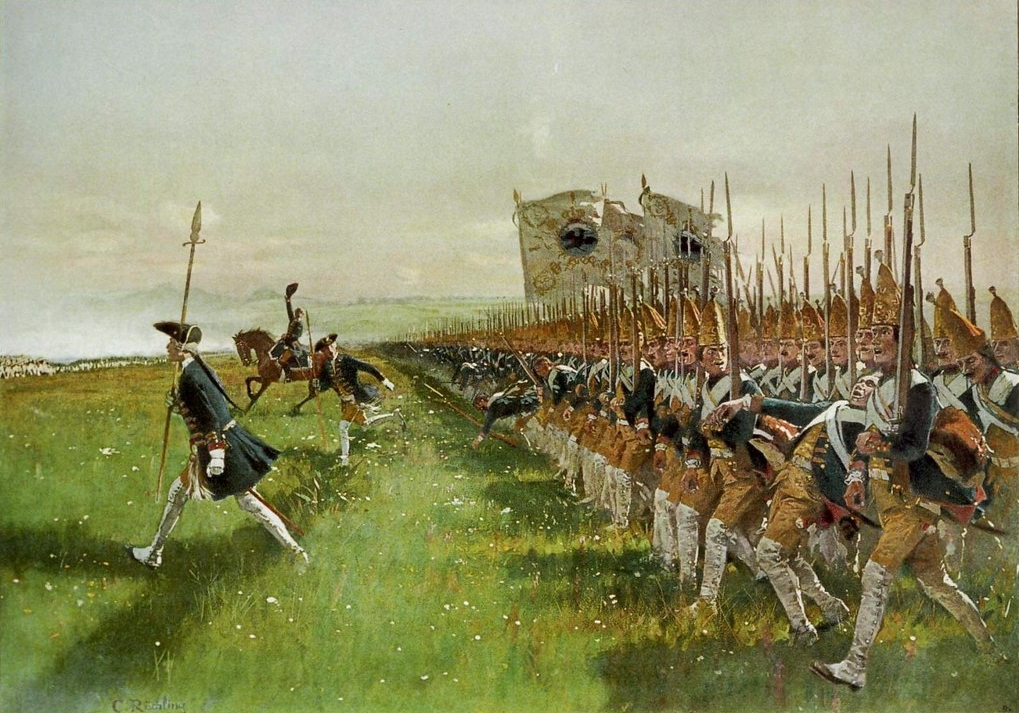
第二次西里西亞戰爭期間，霍恩弗里德堡戰役中普魯士步兵向前進攻

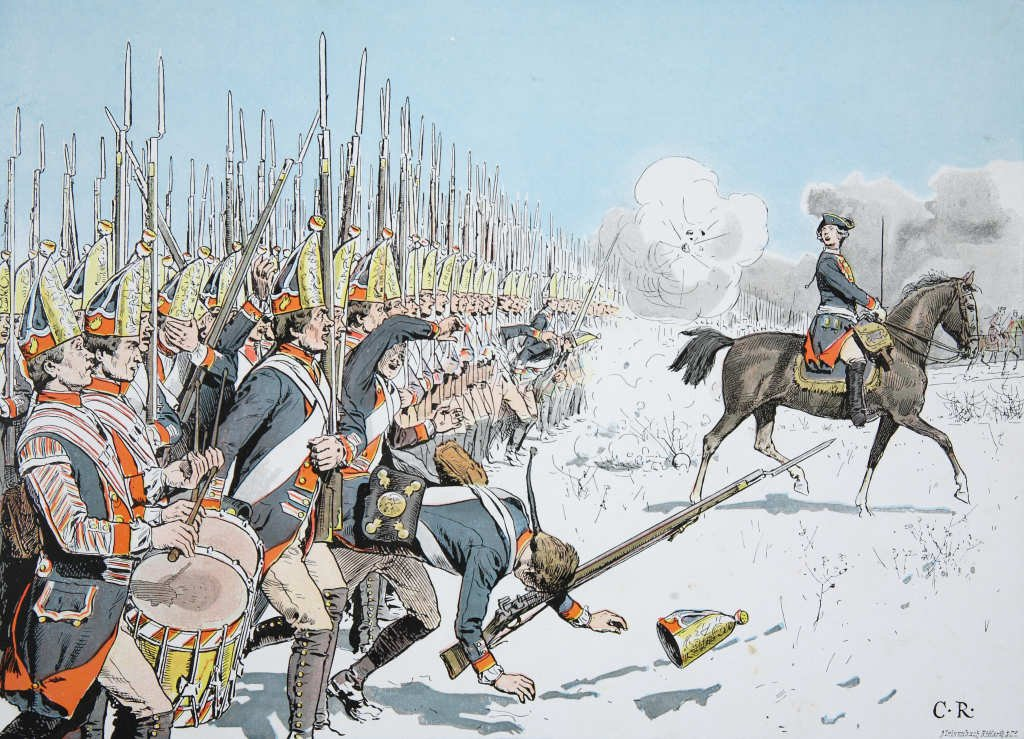
第三次西里西亞戰爭期間，洛伊滕會戰中普魯士擲彈兵向前進攻

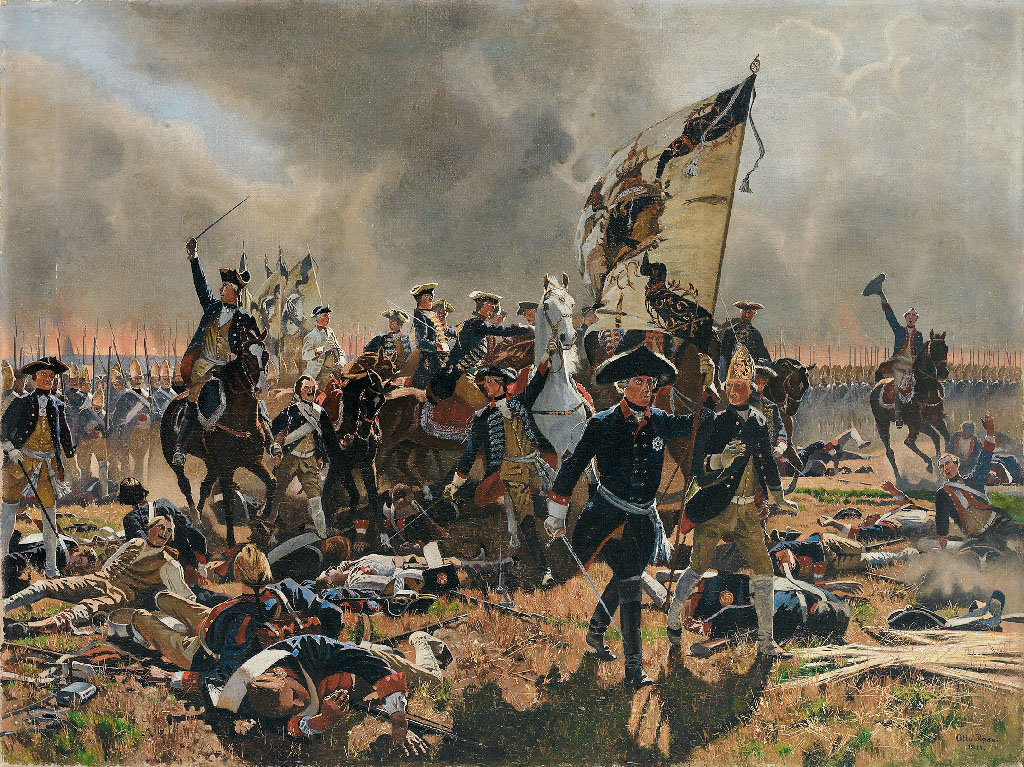
第三次西里西亞戰爭期間，腓特烈大帝领导普軍贏得傷亡慘重的曹恩道夫戰役

即使忽略腓特烈作爲政治家的作爲和對立法所做的貢獻，單憑在軍事上的表現，就足以使他在歷史上占一席位。在西方軍事歷史學家的著作中，腓特烈在歷代名將中的地位，可謂是十分輝煌；拿破崙認為其在近代歐洲軍事史的地位，僅次於蒂雷納子爵與古斯塔夫·阿道夫等人。
奧地利王位繼承戰爭中，腓特烈初次綻放光芒。索爾戰役更是腓特烈第一次試圖把經過自己思考和設計的斜線式戰術付諸實施。戰後腓特烈寫出他最重要的軍事理論著作《戰爭原理》（有譯為軍事教令，德語：Die General Principia vom Kriege）。這本書集中體現腓特烈對自己早期戰爭經驗的總結和思考，不僅僅是形而上的戰爭理論，而且貼近現實，是當時最好的戰爭實踐指南。腓特烈其實是用法文寫成此書的，後來才譯成德文，僅僅下發給普魯士的將級軍官，不得外傳；但他沒有把法文原版的第12章翻成德文，因為這一章寫的是腓特烈本人駕馭部下經驗，當然不願意讓部下看見。後來在七年戰爭中的1760年2月，奧地利從一位被俘虜的普魯士少將那裡得到此書，這才流傳於世，1762年傳到倫敦，在那裡公開刻印出版。
七年戰爭中，腓特烈大帝愈挫愈強，以驚人的毅力和頑強以普魯士一個小國之力獨抗俄、奧兩大強國。羅斯巴赫會戰更是腓特烈斜線陣勢完美的表演之一，今天被美國西點軍校選作那個時代的經典戰役，以大模型重現在它的軍事博物館陳列中。軍事史家亦把此戰與洛伊滕會戰許為腓特烈大帝軍事藝術的巔峰之作，就像拿破崙的奧斯特里茨會戰一樣；僅憑這兩場會戰，腓特烈就完全奠定其作為近代最偉大名將之一的地位。後世拿破崙評價腓特烈大帝的時候說：「越是在最危急的時候，就越顯得他的偉大，這是我們對於他能說的最高讚譽之詞」。
1785年西里西亞一年一度的秋季大演習中，英國王弟腓特烈王子、美國獨立戰爭中出名的康沃斯將軍、拉法葉特侯爵都來參觀，並向腓特烈致敬。當時腓特烈指揮的普魯士軍隊操演方法成為全歐洲軍界競相模仿樣板。

### 瑣事

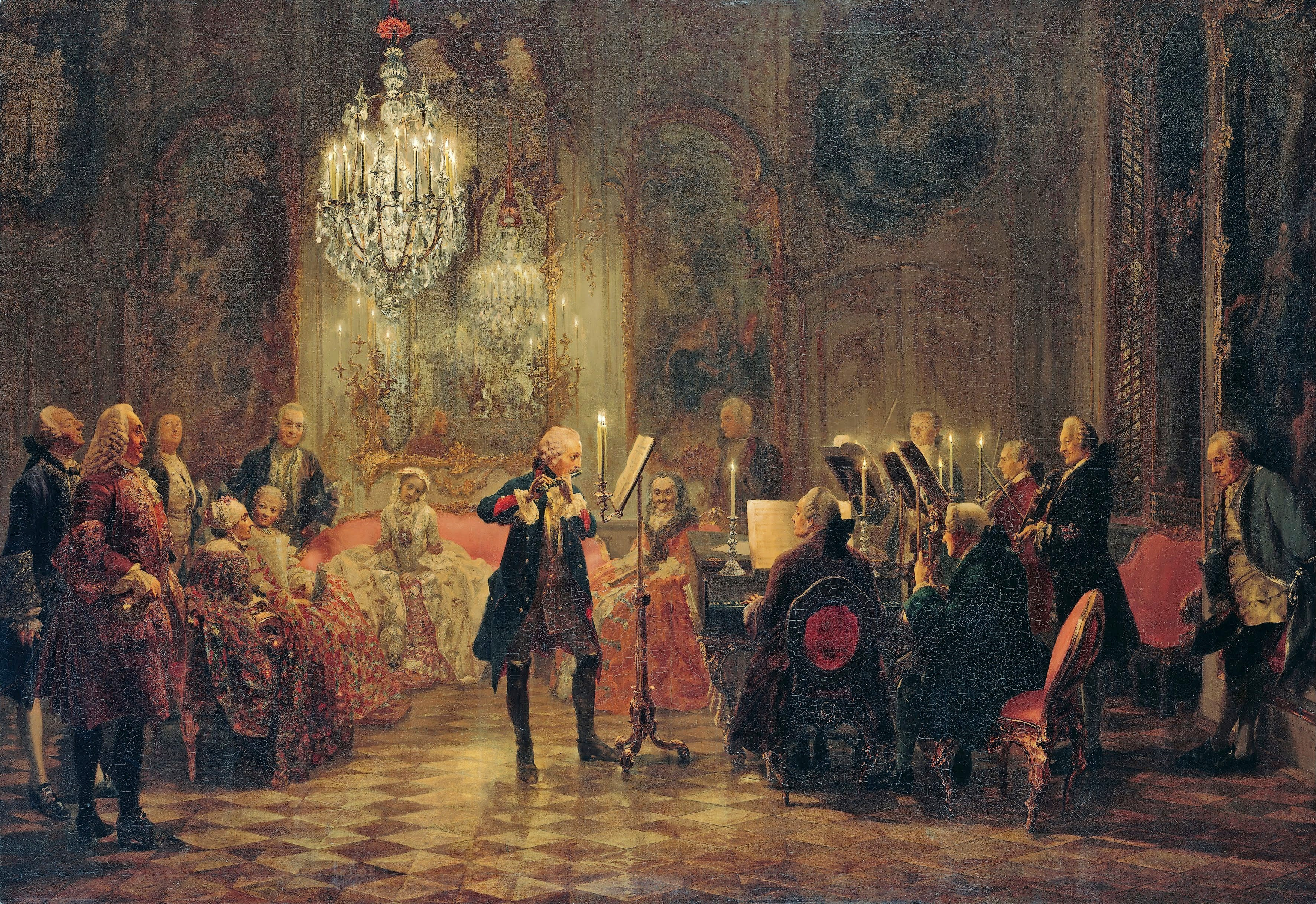
《腓特烈二世在无忧宫举办長笛音乐会》，阿道夫·門采爾作

他對所有藝術都感興趣，他自己起草設計波茨坦的無憂宮，並聘請建築師克諾伯斯多夫興建。他收有很多名畫，吹得一口好長笛（長笛教師 Johann Joachim Quantz），同时还能够进行作曲。他於1747年在無憂宮與作曲家約翰·塞巴斯蒂安·巴赫的會面。
除了母語德語，腓特烈二世還能說法語、英語、義大利語、西班牙語與葡萄牙語。他也能聽懂拉丁語、古希臘語和希臘語，還有希伯來語。他晚年的時候，還去學習斯拉夫語與巴斯克語。

### 性傾向
大多数现代传记作家认为腓特烈幾乎是百分之百同性恋，且他的性傾向对其生活和性格起到至关重要作用。

### 纪念
19世纪德国历史学家对腓特烈二世有很高评价，认为是他将普鲁士打造成欧洲强国。直到二战前，德国人都始终十分崇拜他，不少纳粹党人认为他是可以与希特勒比肩的伟大领导人，而希特勒本人也十分崇拜腓特烈二世。二战后，由于成为纳粹的标志，腓特烈二世的地位受到削弱。在2003年舉辦最偉大的德國人票選中，他排名第42。
2012年是腓特烈二世诞辰300周年，无忧宫、德國历史博物馆等地将举办一系列展览以纪念。同时，其生日的1月24日晚，柏林举办腓特烈主题音乐会，時任德国总统克里斯蒂安·武尔夫出席并致辞。出版业界也推出一系列有关腓特烈的书籍，其中包括收錄其生平的《腓特烈辞典》。

## 家谱
| 腓特烈·威廉 勃蘭登堡選帝侯 | 腓特烈·威廉 勃蘭登堡選帝侯 | 腓特烈·威廉 勃蘭登堡選帝侯 | 腓特烈·威廉 勃蘭登堡選帝侯 | 腓特烈·威廉 勃蘭登堡選帝侯              | 腓特烈·威廉 勃蘭登堡選帝侯              |                                         |                                         | 奧蘭治-拿騷的路易絲·亨利埃特            | 奧蘭治-拿騷的路易絲·亨利埃特            | 奧蘭治-拿騷的路易絲·亨利埃特               | 奧蘭治-拿騷的路易絲·亨利埃特               | 奧蘭治-拿騷的路易絲·亨利埃特               | 奧蘭治-拿騷的路易絲·亨利埃特               |                                            |                                            |                          |                          | 恩斯特·奧古斯特 汉诺威选帝侯 | 恩斯特·奧古斯特 汉诺威选帝侯 | 恩斯特·奧古斯特 汉诺威选帝侯 | 恩斯特·奧古斯特 汉诺威选帝侯 | 恩斯特·奧古斯特 汉诺威选帝侯 | 恩斯特·奧古斯特 汉诺威选帝侯 |  |  | 索菲娅 汉诺威选帝侯夫人 | 索菲娅 汉诺威选帝侯夫人 | 索菲娅 汉诺威选帝侯夫人 | 索菲娅 汉诺威选帝侯夫人 | 索菲娅 汉诺威选帝侯夫人 | 索菲娅 汉诺威选帝侯夫人 |                       |                       |                            |                            | 布朗斯維克呂內堡公爵喬治·威廉 | 布朗斯維克呂內堡公爵喬治·威廉 | 布朗斯維克呂內堡公爵喬治·威廉 | 布朗斯維克呂內堡公爵喬治·威廉 | 布朗斯維克呂內堡公爵喬治·威廉 | 布朗斯維克呂內堡公爵喬治·威廉 |                 |                 | 伊利諾·達美婭·杜布斯 | 伊利諾·達美婭·杜布斯 | 伊利諾·達美婭·杜布斯 | 伊利諾·達美婭·杜布斯 | 伊利諾·達美婭·杜布斯 | 伊利諾·達美婭·杜布斯 |  |  |
| 腓特烈·威廉 勃蘭登堡選帝侯 | 腓特烈·威廉 勃蘭登堡選帝侯 | 腓特烈·威廉 勃蘭登堡選帝侯 | 腓特烈·威廉 勃蘭登堡選帝侯 | 腓特烈·威廉 勃蘭登堡選帝侯              | 腓特烈·威廉 勃蘭登堡選帝侯              |                                         |                                         | 奧蘭治-拿騷的路易絲·亨利埃特            | 奧蘭治-拿騷的路易絲·亨利埃特            | 奧蘭治-拿騷的路易絲·亨利埃特               | 奧蘭治-拿騷的路易絲·亨利埃特               | 奧蘭治-拿騷的路易絲·亨利埃特               | 奧蘭治-拿騷的路易絲·亨利埃特               |                                            |                                            |                          |                          | 恩斯特·奧古斯特 汉诺威选帝侯 | 恩斯特·奧古斯特 汉诺威选帝侯 | 恩斯特·奧古斯特 汉诺威选帝侯 | 恩斯特·奧古斯特 汉诺威选帝侯 | 恩斯特·奧古斯特 汉诺威选帝侯 | 恩斯特·奧古斯特 汉诺威选帝侯 |  |  | 索菲娅 汉诺威选帝侯夫人 | 索菲娅 汉诺威选帝侯夫人 | 索菲娅 汉诺威选帝侯夫人 | 索菲娅 汉诺威选帝侯夫人 | 索菲娅 汉诺威选帝侯夫人 | 索菲娅 汉诺威选帝侯夫人 |                       |                       |                            |                            | 布朗斯維克呂內堡公爵喬治·威廉 | 布朗斯維克呂內堡公爵喬治·威廉 | 布朗斯維克呂內堡公爵喬治·威廉 | 布朗斯維克呂內堡公爵喬治·威廉 | 布朗斯維克呂內堡公爵喬治·威廉 | 布朗斯維克呂內堡公爵喬治·威廉 |                 |                 | 伊利諾·達美婭·杜布斯 | 伊利諾·達美婭·杜布斯 | 伊利諾·達美婭·杜布斯 | 伊利諾·達美婭·杜布斯 | 伊利諾·達美婭·杜布斯 | 伊利諾·達美婭·杜布斯 |  |  |
|                            |                            |                            |                            |                                         |                                         |                                         |                                         |                                         |                                         |                                            |                                            |                                            |                                            |                                            |                                            |                          |                          |                              |                              |                              |                              |                              |                              |  |  |                         |                         |                         |                         |                         |                         |                       |                       |                            |                            |                               |                               |                               |                               |                               |                               |                 |                 |                      |                      |                      |                      |                      |                      |  |  |
|                            |                            |                            |                            |                                         |                                         |                                         |                                         |                                         |                                         |                                            |                                            |                                            |                                            |                                            |                                            |                          |                          |                              |                              |                              |                              |                              |                              |  |  |                         |                         |                         |                         |                         |                         |                       |                       |                            |                            |                               |                               |                               |                               |                               |                               |                 |                 |                      |                      |                      |                      |                      |                      |  |  |
|                            |                            |                            |                            | 腓特烈一世 勃蘭登堡選帝侯、在普鲁士國王 | 腓特烈一世 勃蘭登堡選帝侯、在普鲁士國王 | 腓特烈一世 勃蘭登堡選帝侯、在普鲁士國王 | 腓特烈一世 勃蘭登堡選帝侯、在普鲁士國王 | 腓特烈一世 勃蘭登堡選帝侯、在普鲁士國王 | 腓特烈一世 勃蘭登堡選帝侯、在普鲁士國王 |                                            |                                            |                                            |                                            |                                            |                                            | 索菲亞·夏洛特 普鲁士王后 | 索菲亞·夏洛特 普鲁士王后 | 索菲亞·夏洛特 普鲁士王后     | 索菲亞·夏洛特 普鲁士王后     | 索菲亞·夏洛特 普鲁士王后     | 索菲亞·夏洛特 普鲁士王后     |                              |                              |  |  |                         |                         | 乔治一世 大不列顛國王   | 乔治一世 大不列顛國王   | 乔治一世 大不列顛國王   | 乔治一世 大不列顛國王   | 乔治一世 大不列顛國王 | 乔治一世 大不列顛國王 |                            |                            |                               |                               |                               |                               | 索菲亞·多魯西亞               | 索菲亞·多魯西亞               | 索菲亞·多魯西亞 | 索菲亞·多魯西亞 | 索菲亞·多魯西亞      | 索菲亞·多魯西亞      |                      |                      |                      |                      |  |  |
|                            |                            |                            |                            | 腓特烈一世 勃蘭登堡選帝侯、在普鲁士國王 | 腓特烈一世 勃蘭登堡選帝侯、在普鲁士國王 | 腓特烈一世 勃蘭登堡選帝侯、在普鲁士國王 | 腓特烈一世 勃蘭登堡選帝侯、在普鲁士國王 | 腓特烈一世 勃蘭登堡選帝侯、在普鲁士國王 | 腓特烈一世 勃蘭登堡選帝侯、在普鲁士國王 |                                            |                                            |                                            |                                            |                                            |                                            | 索菲亞·夏洛特 普鲁士王后 | 索菲亞·夏洛特 普鲁士王后 | 索菲亞·夏洛特 普鲁士王后     | 索菲亞·夏洛特 普鲁士王后     | 索菲亞·夏洛特 普鲁士王后     | 索菲亞·夏洛特 普鲁士王后     |                              |                              |  |  |                         |                         | 乔治一世 大不列顛國王   | 乔治一世 大不列顛國王   | 乔治一世 大不列顛國王   | 乔治一世 大不列顛國王   | 乔治一世 大不列顛國王 | 乔治一世 大不列顛國王 |                            |                            |                               |                               |                               |                               | 索菲亞·多魯西亞               | 索菲亞·多魯西亞               | 索菲亞·多魯西亞 | 索菲亞·多魯西亞 | 索菲亞·多魯西亞      | 索菲亞·多魯西亞      |                      |                      |                      |                      |  |  |
|                            |                            |                            |                            |                                         |                                         |                                         |                                         |                                         |                                         |                                            |                                            |                                            |                                            |                                            |                                            |                          |                          |                              |                              |                              |                              |                              |                              |  |  |                         |                         |                         |                         |                         |                         |                       |                       |                            |                            |                               |                               |                               |                               |                               |                               |                 |                 |                      |                      |                      |                      |                      |                      |  |  |
|                            |                            |                            |                            |                                         |                                         |                                         |                                         |                                         |                                         | 腓特烈·威廉一世 勃蘭登堡選帝侯、普鲁士國王 | 腓特烈·威廉一世 勃蘭登堡選帝侯、普鲁士國王 | 腓特烈·威廉一世 勃蘭登堡選帝侯、普鲁士國王 | 腓特烈·威廉一世 勃蘭登堡選帝侯、普鲁士國王 | 腓特烈·威廉一世 勃蘭登堡選帝侯、普鲁士國王 | 腓特烈·威廉一世 勃蘭登堡選帝侯、普鲁士國王 |                          |                          |                              |                              |                              |                              |                              |                              |  |  |                         |                         |                         |                         |                         |                         |                       |                       | 索菲亞·多蘿西婭 普鲁士王后 | 索菲亞·多蘿西婭 普鲁士王后 | 索菲亞·多蘿西婭 普鲁士王后    | 索菲亞·多蘿西婭 普鲁士王后    | 索菲亞·多蘿西婭 普鲁士王后    | 索菲亞·多蘿西婭 普鲁士王后    |                               |                               |                 |                 |                      |                      |                      |                      |                      |                      |  |  |
|                            |                            |                            |                            |                                         |                                         |                                         |                                         |                                         |                                         | 腓特烈·威廉一世 勃蘭登堡選帝侯、普鲁士國王 | 腓特烈·威廉一世 勃蘭登堡選帝侯、普鲁士國王 | 腓特烈·威廉一世 勃蘭登堡選帝侯、普鲁士國王 | 腓特烈·威廉一世 勃蘭登堡選帝侯、普鲁士國王 | 腓特烈·威廉一世 勃蘭登堡選帝侯、普鲁士國王 | 腓特烈·威廉一世 勃蘭登堡選帝侯、普鲁士國王 |                          |                          |                              |                              |                              |                              |                              |                              |  |  |                         |                         |                         |                         |                         |                         |                       |                       | 索菲亞·多蘿西婭 普鲁士王后 | 索菲亞·多蘿西婭 普鲁士王后 | 索菲亞·多蘿西婭 普鲁士王后    | 索菲亞·多蘿西婭 普鲁士王后    | 索菲亞·多蘿西婭 普鲁士王后    | 索菲亞·多蘿西婭 普鲁士王后    |                               |                               |                 |                 |                      |                      |                      |                      |                      |                      |  |  |
|                            |                            |                            |                            |                                         |                                         |                                         |                                         |                                         |                                         |                                            |                                            |                                            |                                            |                                            |                                            |                          |                          |                              |                              |                              |                              | 腓特烈二世                   |                              |  |  |                         |                         |                         |                         |                         |                         |                       |                       |                            |                            |                               |                               |                               |                               |                               |                               |                 |                 |                      |                      |                      |                      |                      |                      |  |  |